# Robert Y. Thornton
Robert Yenney „Bob“ Thornton (* 28. Januar 1910 in Portland, Oregon; † 29. November 2003 in Salem, Oregon) war ein US-amerikanischer Jurist, Offizier und Politiker.

## Werdegang
Die Jugendjahre von Robert Yenney Thornton waren vom Ersten Weltkrieg überschattet und die Folgejahre von der Weltwirtschaftskrise. 1932 graduierte er an der Stanford University mit einem Bachelor of Arts. Danach besuchte er die University of Oregon. 1937 machte er seinen rechtswissenschaftlichen Abschluss an der George Washington University. Er war zwischen 1937 und 1938 als Referendar (Law Clerk) am District of Columbia Court of Appeals tätig. Danach arbeitete er als Assistant Solicitor für das Innenministerium der Vereinigten Staaten. Von 1939 bis 1941 praktizierte er dann als Anwalt in seiner eigenen Anwaltspraxis in Tillamook (Oregon).
Nachdem Eintritt der Vereinigten Staaten in den Zweiten Weltkrieg verpflichtete er sich 1941 in der US Army. In der Folgezeit erreichte er den Dienstgrad eines Lieutenant-Colonels. Während seiner Dienstzeit graduierte er an einer japanischen Sprachschule. Nach seinem Austritt 1946 aus der Army nahm er wieder seine Tätigkeit als Anwalt in seiner eigenen Praxis in Tillamook auf, welcher er bis 1953 nachging.
Thornton verfolgte auch eine politische Laufbahn. Er war Mitglied der Demokratischen Partei. Von 1951 bis 1953 saß er für den 31. Wahlbezirk im Repräsentantenhaus von Oregon. Er wurde 1952 zum Attorney General von Oregon gewählt. Seinen Posten trat er am 5. Januar 1953 an. Er wurde dreimal wiedergewählt, 1956, 1960 und 1964. Bei seiner vierten Wiederwahlkandidatur im Jahr 1968 erlitt er allerdings eine Niederlage gegenüber dem Republikaner Lee Johnson. Thornton focht die Wahl von Johnson an. Er beschuldigte ihn, gegen den staatlichen Corrupt Practices Act verstoßen zu haben. Das Gericht des Marion County urteilte zu Gunsten von Thornton, allerdings hob der Oregon Supreme Court später den Richterspruch wieder auf. Durch diese Ereignisse wurde der Amtsantritt von Johnson beinahe um sechs Monate verzögert, in welchen Thornton im Amt verblieb. Thornton schied am 20. Mai 1969 aus dem Amt aus. Während seiner Amtszeit kandidierte er 1958 erfolglos im 1. Wahlbezirk von Oregon für das Repräsentantenhaus der Vereinigten Staaten.
Von 1971 bis zu der Erreichung der Altersgrenze im Jahr 1983 fungierte er als Richter am Oregon Court of Appeals. Nach seiner Pensionierung blieb er in zahllosen Organisationen aktiv, trat für die Kriminalpräventions-Gesetzgebung ein und verfasste das Buch Preventing Crime in America and Japan.
Robert Yenney Thornton war mit Dorothy M Haberlach (1913–2005) verheiratet. Das Paar hatte mindestens einen Sohn namens Tom.